# Jérémie Lippmann
Jérémie Lippmann (* 1. Januar 1979) ist ein französischer Schauspieler, Theater- und Filmregisseur.

## Leben
Jérémie Lippmann hat im Alter von 14 Jahren die Schule verlassen Er besuchte Kurse am Cours Florent, in der Zirkusschule des Circus Fratellini und studierte am Conservatoire national supérieur d’art dramatique in Paris mit einem Abschluss 2002.
Ab 1997 stand er als Schauspieler auf der Theaterbühne. Sein Bühnendebüt hatte er in einer Nebenrolle in Frühlings Erwachen von Frank Wedekind, bearbeitet und inszeniert von Yves Beaunesne. 2001 spielte er an der Comédie-Française in dem Stück Une visite inopportune von Copi, Regie Lukas Hemleb. 2004 inszenierte Bernard Sobel (* 1936) am Centre dramatique national de Genevilliers Mann ist Mann von Bertolt Brecht mit Lippmann in der Rolle des Jeraiah Jip, das Stück wurde im Juli des Jahres auch am 58. Festival d’Avignon gezeigt.
Seine Karriere als Theaterregisseur begann 2006 mit Quelqu’un va venir, eine Bühnenfassung des gleichnamigen Romans von Jon Fosse 2009 inszenierte er mit Hiver (Vinter) ein zweites Mal einen Text von Fosse für die Bühne.
Seine Inszenierung von La Vénus à la fourrure von David Ives am Théâtre Tristan-Bernard mit Marie Gillain in der Rolle der Wanda und Nicolas Briançon als Thomas Novachek wurde mit zwei Molières ausgezeichnet. 2019 brachte er am Théâtre Montparnasse die französische Erstaufführung von Red (Rouge) des amerikanischen Dramatikers John Logan auf die Bühne. Die Inszenierung erhielt 2020 eine Molière-Nominierung, Niels Arestrup in der Rolle Mark Rothkos wurde mit einem Molière als bester Schauspieler ausgezeichnet.

## Theaterinszenierungen (Auswahl)
- 2006: Quelqu’un va venir von Jon Fosse und Pierre Duba; La Scène Watteau, Nogent-sur-Marne
- 2009: L’hiver von Jon Fosse
- 2011: Le 20 novembre von Lars Norén, Théâtre de la Madeleine; Paris
- 2015: La Vénus à la fourrure von David Ives; Théâtre Tristan Bernard, Paris; Molière 2015[7]
- 2016: Les souliers rouges, Musical von Marc Lavoine und Fabrice Aboulker; Folies Bergère
- 2017: Mon ange von Henry Naylor; Festival d’Avignon, Théâtre Tristan Bernard; Globe de Cristal Meilleur comédien
- 2020: Rouge von John Logan; Théâtre Montparnasse; Molière 2020, Nominierung
- 2021: 88 fois l’infini von Isabelle Le Nouvel;  Théâtre des Bouffes-Parisiens
- 2022: Drôle de Genre, von Jade-Rose Parker, mit Victoria Abril und Lionnel Astier; Théâtre de la Renaissance[8]
- 2023: Marcel, d’après À la recherche du temps perdu zusammen mit Oxmo Puccino; Théâtre du 13e Art, Paris
- 2023: Bungalow 21, von Eric-Emmanuel Schmitt, mit Emmanuelle Seigner und Mathilde Seigner, Théâtre de la Madeleine.[9]

## Filmografie
- 1998: Viel (zuwenig) Liebe (Trop (peu) d’amour) – Regie:Jacques Doillon
- 1998: Don’t Let Me Die on Sunday – Regie: Didier Le Pêcheur
- 1999: Nora – Regie: Didier Le Pêcheur, TV-Film
- 2000: Deux femmes à Paris – Regie: Caroline Huppert, TV-Film
- 2000: Mein Freund für einen Sommer (Le bon fils)
- 2001: Auf die Liebe (Éloge de l’amour) – Regie: Jean-Luc Godard
- 2002: Mein Bruder Leo (Tout contre Léo) – Regie: Christophe Honoré, TV-Film
- 2002: La Repentie – Regie: Laetitia Masson
- 2003: Kleine Wunden (Petites coupures) – Regie: Pascal Bonitzer
- 2003: Mit leeren Händen (Les mains vides) – Regie: Marc Recha
- 2009: Rendez-vous avec un ange – Regie: Yves Thomas
- 2009: Paris 16ème, Fernsehserie, 45 Folgen
- 2013: Friends from France (Les Interdits) – Regie:  Anne Weil, Philippe Kotlarski
- 2017: Telle mère, telle fille – Regie: Noemie Saglio, TV-Film
- 2017: Naufrage volontaire – Regie: Didier Neon